# كريستوف دينوفيل
كريستوف دينوفيل (بالفرنسية: Christophe Deneuville)‏ (مواليد 26 مايو 1967) هو سبّاح فرنسي، مثّل بلاده في الألعاب الأولمبية الصيفية 1984.

## روابط خارجية
كريستوف دينوفيل على موقع الاتحاد الدولي للسباحة (الإنجليزية)
- كريستوف دينوفيل على موقع اللجنة الأولمبية الدولية (الإنجليزية)
- كريستوف دينوفيل على موقع أوليمبيديا (الإنجليزية)